# Mido SA
Die Mido SA ist ein Schweizer Uhrenhersteller und hat heute ihren Firmensitz in Le Locle, im Schweizer Jura. Der Name Mido kommt vom spanischen Yo mido (dt. ich messe). Mido-Uhren werden von 2.400 offiziellen Händlern in 50 Ländern verkauft. Die Marke gehört zur Swatch Group, Weltmarktführer der Uhrenindustrie.

## Unternehmensgeschichte und Technikentwicklung

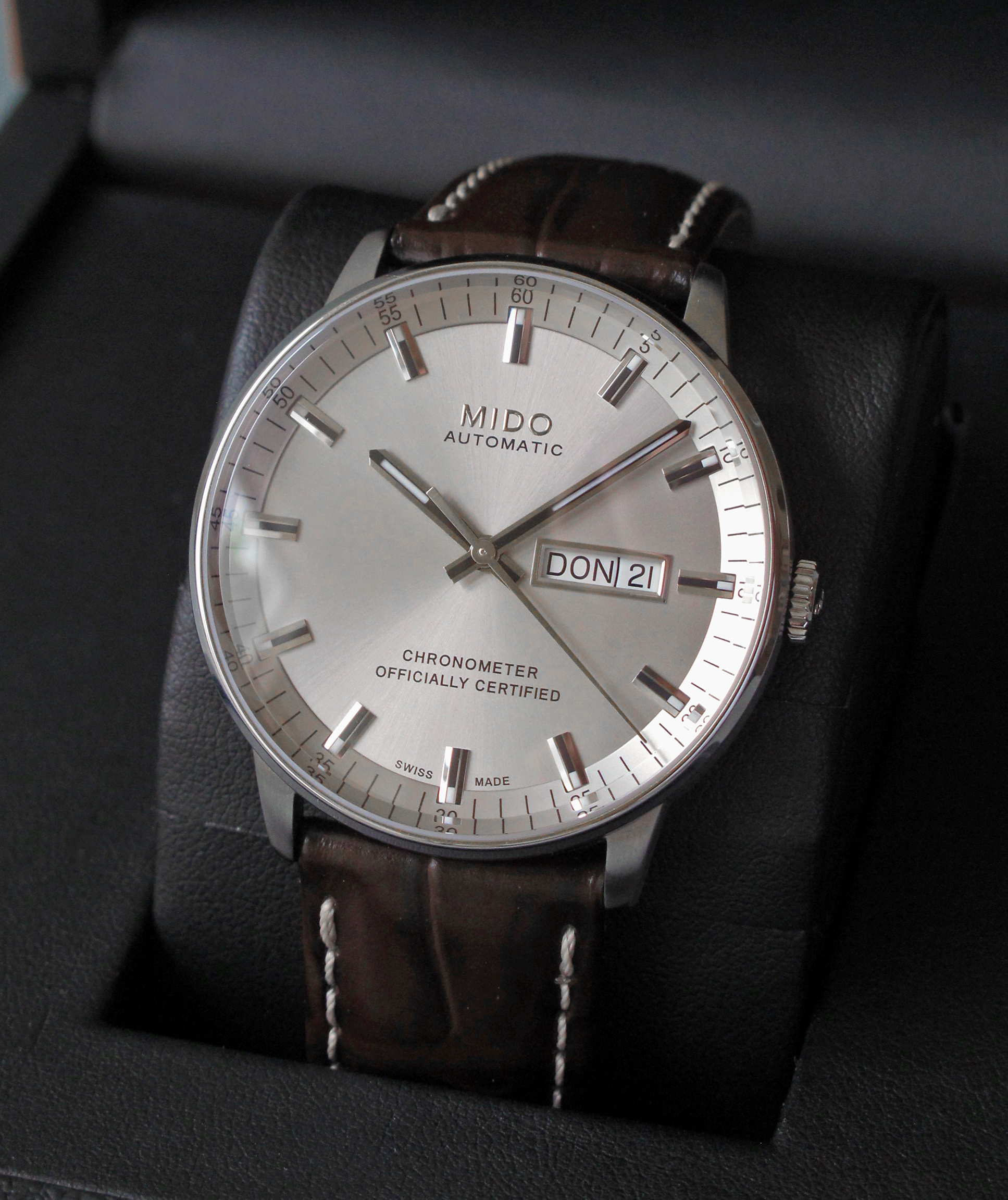
Mido Commander II Chronometer Referenz M021.431.16.071.00

Mido wurde am 11. November 1918 vom Schweizer Uhrmacher Georges Schaeren unter dem Namen G. Schaeren & Cie in Solothurn  (Schweiz) gegründet. Ab 1924 kam sein Bruder Henri in das Unternehmen, der bis dahin Kaufmännischer Direktor bei der Omega war. Das Unternehmen fand seine Nische in der Produktion von Uhren im Design von Autogrills populärer Automarken, wie Buick, Bugatti, Fiat oder Excelsior. Maßgebend für das Image des Unternehmens waren allerdings die ersten Modelle im Stil des Art déco der Gründerzeit. 1940 erfolgte die Spezialisierung auf wasserdichte Uhren. Ab 1944 wurden Uhren mit automatischem Aufzug gefertigt.
Mit der Einführung der Multifort im Jahre 1934 wurde die erste Uhr vorgestellt, die vier Eigenschaften vereinigen konnte:  Automatikwerk, wasserdicht, antimagnetisch und stoßsicher. Die Multifort war aufgrund der Absatzzahlen bis 1950 eine tragende Säule im Unternehmensportfolio. Im selben Jahr erreichte Mido einen weiteren Meilenstein mit der Entwicklung der nicht-überziehbaren Hauptfeder im Uhrwerk.

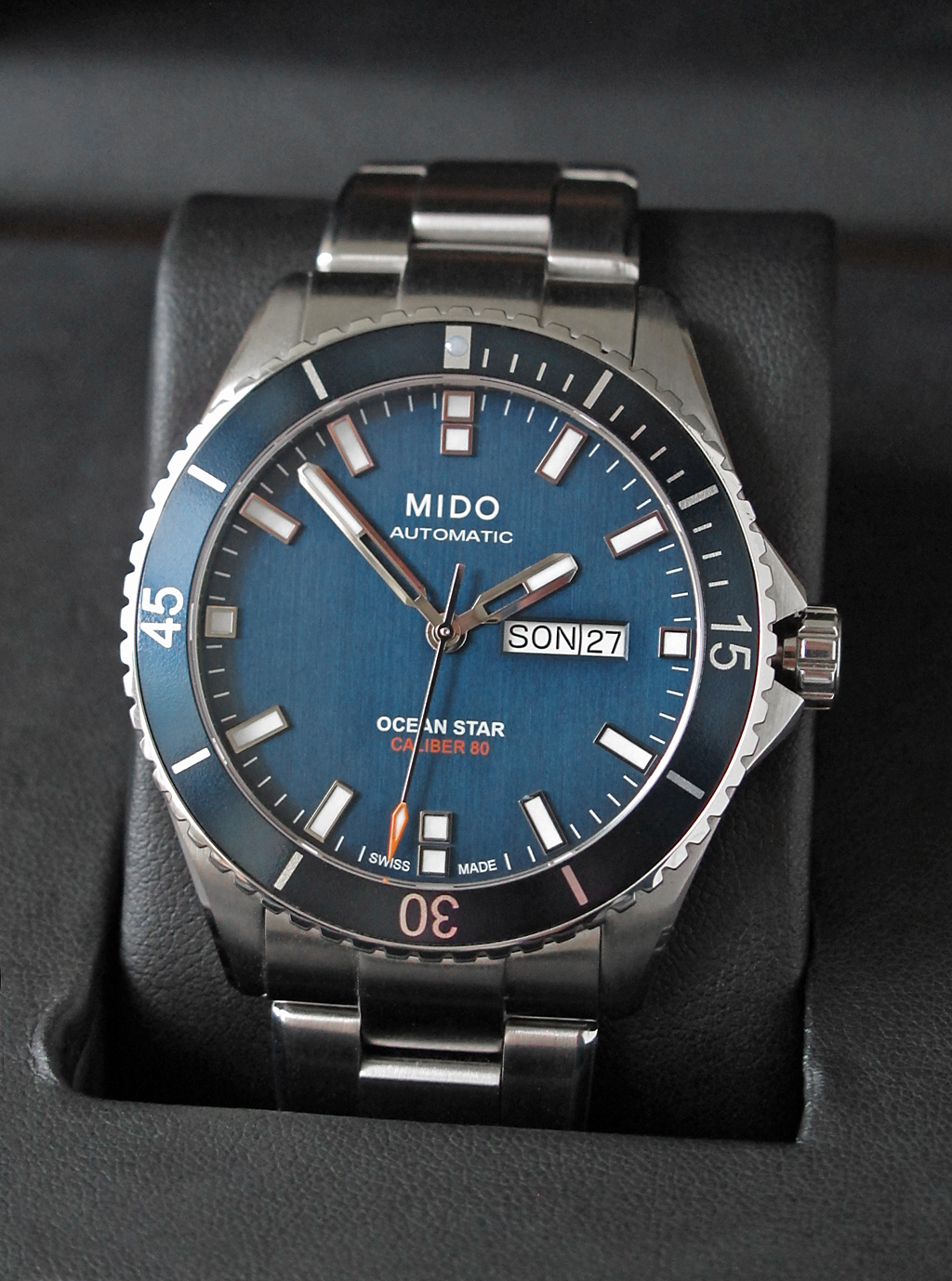
Mido Ocean Star V Cal. 80 Blue Dial Referenz M026.430.36.041.00

1945 war Mido der erste Uhrenproduzent weltweit, der einen Chronographen auf den Markt brachte, dessen Elemente der Stopp-Funktion in der Mitte arrangiert waren. 1954 schuf Mido außerdem den bis dahin effizientesten Aufziehmechanismus. 1959 wurde mit der Mido-Taucheruhr Ocean Star die Monocoque-Gehäusebauweise (Einschalengehäuse) eingeführt, durch das die damals bestehenden Probleme der Wasserdichtheit bei Gehäuseböden eliminiert werden konnten. Weitere Schwachstelle bei der Wasserdichtigkeit war der Eingang der Kronenwelle. Zur Abdichtung verwendete Mido ein auf Kork basierendes System, das selbst bei gezogener Krone das Eindringen des Wassers ins Uhrengehäuse verhindern konnte. Obwohl bereits 1934 entwickelt, wurde erst mit der Einführung der Ocean Star dieses System in Aquadura benannt. Bis heute blieb das Design dieser Mido-Reihe nahezu unverändert.
1967 brachte Mido die damals kleinste Automatikuhr, die jemals am Fließband gefertigt wurde, auf den Markt. In den 1970er Jahren trieb Mido die Entwicklung der damals revolutionären Digital-Uhren an.
1972 wurde Mido von der Allgemeinen Schweizer Uhrenindustrie AG (ASUAG) übernommen, die später mit der SSIH zur Société Suisse de Microélectronique et d’Horlogerie (SMH) fusionierte, der heutigen Swatch Group, dem weltgrößten Uhrenkonzern.
Neuere Modellserien (seit 1995) haben z. B. eine Alarm-Sirene zum persönlichen Schutz (Bodyguard), oder durch Kronendruck automatisch einstellbare Zeitzonen in einer analogen Uhr (Worldtimer).

## Trivia
Ab 1981 warb der Tennisspieler Björn Borg für Mido.